# Vendita diretta
La vendita diretta è solitamente la promozione di beni o servizi esercitata da venditori quali agenti di commercio o procacciatori d'affari, presso clienti finali, siano essi privati o aziende al fine di raccogliere ordinativi e concludere vendite.
In Italia, in particolare, la vendita diretta a domicilio è disciplinata dalla legge n. 173/2005 e successive modifiche del codice civile per la promozione e distribuzione di prodotti e servizi al consumatore finale tramite la raccolta di ordinativi di acquisto generalmente presso il domicilio del consumatore e comunque fuori dagli esercizi commerciali da parte di imprese che si avvalgono di incaricati alla vendita.

## Descrizione
La professione in questione, i cui antesignani sono gli antichi mercanti nomadi e successivamente i venditori ambulanti, affonda le proprie radici nella storia del commercio stesso.
La vendita diretta è praticata in tempi moderni principalmente attraverso due modalità:
- il porta a porta (door to door), che consiste nella presentazione di prodotti o servizi da parte di un venditore che si muove su un determinato territorio per raggiungere ogni singolo potenziale cliente
- la vendita per riunione (party plan), in cui la presentazione dell'incaricato è rivolta a un gruppo di potenziali clienti riuniti presso l'abitazione di un ospite, che si attiva per invitare e ricevere i partecipanti
Il secondo metodo, per quanto empiricamente già applicato nell'antichità, è stato teorizzato ed applicato in modo scientifico dalla famosa venditrice americana Brownie Wise che sfruttando questa tecnica, oggi applicata in varie forme, determinò nella sua epoca il rilancio commerciale e l'ascesa dell'azienda Tupperware di cui divenne vicepresidente.
L'attività di incaricato alla vendita diretta può essere svolta in Italia anche come procacciatore occasionale.
1. Riportiamo un estratto della legge italiana che regolamenta la vendita diretta a domicilio attraverso personale incaricato:
a) per "vendita diretta a domicilio", la forma speciale di vendita al dettaglio e di offerta di beni e servizi, di cui all'articolo 19 del decreto legislativo 31 marzo 1998, n.114, vedi legge su camera.it , effettuate tramite la raccolta di ordinativi di acquisto presso il domicilio del consumatore finale o nei locali nei quali il consumatore si trova, anche temporaneamente, per motivi personali, di lavoro, di studio, di intrattenimento o di svago;
b)  per "incaricato alla vendita diretta a domicilio", colui che, con o senza vincolo di subordinazione, promuove, direttamente o indirettamente, la raccolta di ordinativi di acquisto presso privati consumatori per conto di imprese esercenti la vendita diretta a domicilio;
c)  per "impresa" o "imprese", l'impresa o le imprese esercenti la vendita diretta a domicilio di cui alla lettera a).
2.  Le disposizioni della presente legge, ad eccezione di quanto previsto dagli articoli 5, 6 e 7, non si applicano alla offerta, alla sottoscrizione e alla propaganda ai fini commerciali di:
a) prodotti e servizi finanziari;
b) prodotti e servizi assicurativi;
c)  contratti  per  la costruzione, la vendita e la locazione di beni immobili.
| Controllo di autorità | Thesaurus BNCF 32742 · LCCN (EN) sh85038258 · GND (DE) 4150136-6 · BNE (ES) XX547920 (data) · BNF (FR) cb11981543d (data) · J9U (EN, HE) 987007555294405171 |

Legge 173/2005 su parlamento.it